# Karlsborgs pastorat
Karlsborgs pastorat är ett pastorat i Vadsbo kontrakt i Skara stift i Svenska kyrkan och omfattar hela Karlsborgs kommun.
Pastoratskoden är 030912.
Pastoratet bildades 2002 och omfattar följande församlingar:
- Breviks församling
- Karlsborgs församling
- Mölltorps församling
- Undenäs församling